# Barkhausen (concentratiekamp)
Barkhausen  was tijdens de Tweede Wereldoorlog een concentratiekamp in het stadsdeel Barkhausen (Porta Westfalica), Noordrijn-Westfalen.

## Geschiedenis
In het voorjaar van 1944 richtten de Duitsers bij Barkhausen een kamp op. Het kamp stond onder toezicht van het grote concentratiekamp Neuengamme en werd op 18 maart 1944 geopend. In het kamp hebben in totaal circa vijftienhonderd gevangenen uit verschillende landen gezeten. Ze werden gedwongen tot arbeid. Barkhausen deed dienst tot 1 april 1945.
Alfabetisch op naam.  Indien een kamp meerdere rollen had, staat het in de "hoogste" groep.
Zie ook: Lijst van naziconcentratiekampen · Jappenkampen in Nederlands-Indië · Lijst van jappenkampen